# فولبری
فولبری (به لاتین: Fulbari) یک منطقهٔ مسکونی در بنگلادش است که در ناحیه دیناج‌پور واقع شده‌است. فولبری ۲۲۹٫۵۵ کیلومتر مربع مساحت و ۱۲۹٬۴۳۵ نفر جمعیت دارد.